# Phanerochaete
Phanerochaete is een geslacht van schimmels behorend tot de familie Phanerochaetaceae. De typesoort is Phanerochaete alnea.

## Soorten
Volgens Index Fungorum telt het geslacht 106 soorten (peildatum februari 2023):
| Soortnaam                                      | Auteur(s)                                                         | Publicatiejaar |
| ---------------------------------------------- | ----------------------------------------------------------------- | -------------- |
| Phanerochaete aculeata                         | Hallenb.                                                          | 1978           |
| Phanerochaete affinis                          | (Burt) Parmasto                                                   | 1968           |
| Phanerochaete albida                           | Sheng H. Wu                                                       | 1990           |
| Phanerochaete allantospora                     | Burds. & Gilb.                                                    | 1974           |
| Phanerochaete alnea                            | (Fr.) P. Karst.                                                   | 1889           |
| Phanerochaete alpina                           | C.C. Chen, Sheng H. Wu & S.H. He                                  | 2021           |
| Phanerochaete aluticolor                       | (Bres. & Torrend) Melo, J. Cardoso, M. Dueñas, Salcedo & Tellería | 2012           |
| Phanerochaete andreae                          | Burds., Beltrán-Tej. & Rodr.-Armas                                | 1995           |
| Phanerochaete arenata                          | (P.H.B. Talbot) Jülich                                            | 1979           |
| Phanerochaete areolata                         | (G. Cunn.) Hjortstam & Ryvarden                                   | 1990           |
| Phanerochaete argillacea                       | Sheng H. Wu                                                       | 1998           |
| Phanerochaete arizonica                        | Burds. & Gilb.                                                    | 1974           |
| Phanerochaete aurantiobadia                    | Ghob.-Nejh., S.L. Liu, Langer & Y.C. Dai                          | 2015           |
| Phanerochaete australis                        | Jülich                                                            | 1980           |
| Phanerochaete australosanguinea                | Telleria, M. Dueñas & M.P. Martín                                 | 2019           |
| Phanerochaete bambusicola                      | Sheng H. Wu                                                       | 2017           |
| Phanerochaete binucleospordida                 | Boidin, Lanq. & Gilles                                            | 1993           |
| Phanerochaete brunnea                          | Sheng H. Wu                                                       | 1990           |
| Phanerochaete burdsallii                       | Y.L. Xu, Nakasone & S.H. He                                       | 2020           |
| Phanerochaete burtii                           | (Romell ex Burt) Parmasto                                         | 1967           |
| Phanerochaete cacaina                          | (Bourdot & Galzin) Burds. & Gilb.                                 | 1974           |
| Phanerochaete calotricha                       | (P. Karst.) J. Erikss. & Ryvarden                                 | 1978           |
| Phanerochaete cana                             | (Burt) Burds.                                                     | 1985           |
| Phanerochaete canobrunnea                      | Sheng H. Wu, C.C. Chen & C.L. Wei                                 | 2018           |
| Phanerochaete capitata                         | Sheng H. Wu                                                       | 1998           |
| Phanerochaete carnosa                          | (Burt) Parmasto                                                   | 1967           |
| Phanerochaete caucasica                        | (Parmasto) Burds.                                                 | 1985           |
| Phanerochaete chaparrala                       | (Burds. & Gilb.) Nakasone & Ghobad-Nejhad                         | 2021           |
| Phanerochaete cinerea                          | Y.L. Xu & S.H. He                                                 | 2020           |
| Phanerochaete citri                            | A.B. De                                                           | 1991           |
| Phanerochaete citrinosanguinea                 | Floudas & Hibbett                                                 | 2015           |
| Phanerochaete commixtoides                     | Sang H. Lin & Z.C. Chen                                           | 1990           |
| Phanerochaete concrescens                      | Spirin & Volobuev                                                 | 2015           |
| Phanerochaete conifericola                     | Floudas & Hibbett                                                 | 2015           |
| Phanerochaete cremeo-ochracea                  | (Bourdot & Galzin) Hjortstam                                      | 1987           |
| Phanerochaete crescentispora                   | Gilb. & Hemmes                                                    | 2001           |
| Phanerochaete cryptocystidiata                 | Nakasone                                                          | 2008           |
| Phanerochaete crystallina                      | C.C. Chen, Sheng H. Wu & S.H. He                                  | 2021           |
| Phanerochaete cumulodentata                    | (Nikol.) Parmasto                                                 | 2015           |
| Phanerochaete cystidiata                       | Sheng H. Wu, C.C. Chen & C.L. Wei                                 | 2018           |
| Phanerochaete eburnea                          | Sheng H. Wu                                                       | 1998           |
| Phanerochaete eichleriana                      | Bres.                                                             | 1903           |
| Phanerochaete emplastra                        | (Berk. & Broome) Hjortstam                                        | 1989           |
| Phanerochaete exigua                           | (Burt) Nakasone, Burds. & Lodge                                   | 1998           |
| Phanerochaete flavidogrisea                    | Sheng H. Wu                                                       | 1998           |
| Phanerochaete flavocarnea                      | (Petch) Hjortstam                                                 | 1995           |
| Phanerochaete fulva                            | Sheng H. Wu                                                       | 1998           |
| Phanerochaete furfuraceovelutinus              | (Rick) Rajchenb.                                                  | 1987           |
| Phanerochaete fusca                            | Sheng H. Wu, C.C. Chen & C.L. Wei                                 | 2018           |
| Phanerochaete globosa                          | Sang H. Lin & Z.C. Chen                                           | 1990           |
| Phanerochaete granulata                        | Sheng H. Wu                                                       | 2007           |
| Phanerochaete guangdongensis                   | C.C. Chen, Sheng H. Wu & S.H. He                                  | 2021           |
| Phanerochaete hainanensis                      | S.H. He & Y.C. Dai                                                | 2021           |
| Phanerochaete hiulca                           | (Burt) A.L. Welden                                                | 1980           |
| Phanerochaete hymenochaetoides                 | Y.L. Xu & S.H. He                                                 | 2020           |
| Phanerochaete hyphocystidiata                  | Sheng H. Wu                                                       | 1998           |
| Phanerochaete incarnata                        | Sheng H. Wu                                                       | 2017           |
| Phanerochaete incrustans                       | (Speg.) Rajchenb. & J.E. Wright                                   | 1987           |
| Phanerochaete inflata                          | (B.S. Jia & B.K. Cui) Miettinen                                   | 2016           |
| Phanerochaete infuscata                        | Hjortstam & Ryvarden                                              | 2004           |
| Phanerochaete investiens                       | (Berk.) P. Roberts                                                | 2009           |
| Phanerochaete jose-ferreirae (Kaal huidje)     | (D.A. Reid) D.A. Reid                                             | 1975           |
| Phanerochaete laevis (Gebarsten huidje)        | (Fr.) J. Erikss. & Ryvarden                                       | 1978           |
| Phanerochaete leptocystidiata                  | Y.L. Xu & S.H. He                                                 | 2020           |
| Phanerochaete livescens                        | (P. Karst.) Volobuev & Spirin                                     | 2015           |
| Phanerochaete luteoaurantiaca                  | (Wakef.) Burds.                                                   | 1985           |
| Phanerochaete macrocystidiata                  | Hallenb.                                                          | 1978           |
| Phanerochaete martelliana (Grootsporig huidje) | (Bres.) J. Erikss. & Ryvarden                                     | 1978           |
| Phanerochaete mauiensis                        | Gilb. & Adask.                                                    | 1993           |
| Phanerochaete metuloidea                       | Y.L. Xu & S.H. He                                                 | 2020           |
| Phanerochaete minor                            | Y.L. Xu & S.H. He                                                 | 2020           |
| Phanerochaete oreophila                        | Gilb. & Hemmes                                                    | 2004           |
| Phanerochaete pallida                          | Parmasto                                                          | 1967           |
| Phanerochaete parmastoi                        | Sheng H. Wu                                                       | 1990           |
| Phanerochaete parvispora                       | Sheng H. Wu & Losi                                                | 1995           |
| Phanerochaete phosphorescens                   | (Burt) A.L. Welden                                                | 1980           |
| Phanerochaete porostereoides                   | S.L. Liu & S.H. He                                                | 2016           |
| Phanerochaete pruinosa                         | C.L. Zhao & D.Q. Wang                                             | 2021           |
| Phanerochaete pseudosanguinea                  | Floudas & Hibbett                                                 | 2015           |
| Phanerochaete queletii                         | (Bres.) Nakasone                                                  | 2008           |
| Phanerochaete radulans                         | Hallenb.                                                          | 1978           |
| Phanerochaete reflexa                          | Sheng H. Wu                                                       | 1998           |
| Phanerochaete rhizomorpha                      | C.C. Chen, Sheng H. Wu & S.H. He                                  | 2021           |
| Phanerochaete rhodella                         | (Peck) Floudas & Hibbett                                          | 2015           |
| Phanerochaete robusta                          | Parmasto                                                          | 1968           |
| Phanerochaete sacchari                         | (Burt) Burds.                                                     | 1985           |
| Phanerochaete salmoneolutea                    | Burds. & Gilb.                                                    | 1974           |
| Phanerochaete sanguineocarnosa                 | Floudas & Hibbett                                                 | 2015           |
| Phanerochaete sanwicensis                      | Gilb. & Hemmes                                                    | 2004           |
| Phanerochaete sinensis                         | Y.L. Xu, C.C. Chen & S.H. He                                      | 2020           |
| Phanerochaete sordida (Groezelig huidje)       | (P. Karst.) J. Erikss. & Ryvarden                                 | 1978           |
| Phanerochaete spadicea                         | C.C. Chen & Sheng H. Wu                                           | 2021           |
| Phanerochaete stereoides                       | Sheng H. Wu                                                       | 1995           |
| Phanerochaete suballantoidea                   | Sheng H. Wu                                                       | 1998           |
| Phanerochaete subcarnosa                       | C.C. Chen, Sheng H. Wu & S.H. He                                  | 2021           |
| Phanerochaete subceracea                       | (Burt) Burds.                                                     | 1985           |
| Phanerochaete subcrassispora                   | P. Roberts & Hjortstam                                            | 2009           |
| Phanerochaete subiculosa                       | (Burt) Burds.                                                     | 1985           |
| Phanerochaete subrosea                         | Y.L. Xu & S.H. He                                                 | 2020           |
| Phanerochaete taiwaniana                       | Sheng H. Wu                                                       | 1990           |
| Phanerochaete tamariciphila                    | Boidin, Lanq. & Gilles                                            | 1993           |
| Phanerochaete thailandica                      | Kout & Sádlíková                                                  | 2017           |
| Phanerochaete tuberculascens                   | Hjortstam                                                         | 2000           |
| Phanerochaete velutina (Ruig huidje)           | (DC.) P. Karst.                                                   | 1898           |
| Phanerochaete vesiculosa                       | Seb. Martínez & Nakasone                                          | 2005           |
| Phanerochaete yunnanensis                      | Y.L. Xu & S.H. He                                                 | 2020           |